# Облога

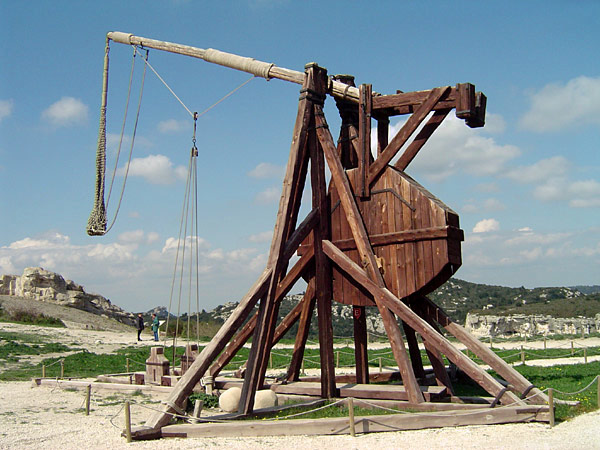
Требушет — середньовічна метальна машина біля замку де Бо у Франції (реконструкція), яке використовувалося для облоги. Могло метати два снаряди на хвилину.

Обло́га — тривала військова блокада міста або фортеці з наміром захопити об'єкт подальшим штурмом або змусити гарнізон капітулювати в результаті виснаження його сил.
Облога починається за умови опору зі сторони міста або фортеці, у випадку, якщо капітуляція відкидається захисниками і місто або фортецю неможливо захопити швидко. Сторона, яка починає облогу, зазвичай повністю блокує об'єкт, порушуюючи постачання боєприпасами, їжею, водою та іншими ресурсами. При облозі нападники можуть використовувати облогові машини і артилерію для руйнування укріплень і здійснювати підкопи для проникнення всередину об'єкта.

## Історія
Виникнення облоги як способу ведення бойових дій пов'язано з розвитком міст. При розкопках стародавніх міст на Близькому Сході знайдені ознаки захисних споруд у вигляді стін. В період Відродження і в ранній сучасний період облога була основним способом ведення війни в Європі. Слава Леонардо да Вінчі, як творця фортифікаційних укріплень, співвідносна з його славою художника.
Середньовічні військові кампанії в основному покладалися на успіх облог. В епоху наполеонівських війн використання більш потужнього артилерійського озброєння привело до зниження значення фортифікаційних укріплень. До початку 20 століття фортифікаційні стіни були замінені на рови, фортифікаційні замки замінені на доти. В 20 столітті сенс класичної облоги майже зник. З розвитком мобільної війни єдина сильно укріплена фортеця не має такого вирішального значення, як це було раніше. Спосіб ведення війни за допомогою облоги вичерпав себе з появою можливості доставки величезних обсягів засобів руйнування до стратегічної цілі.

## Новітній час
У сучасних війнах армії часто відмовляються брати міста штурмом і беруть їх в облогу. Облога Сараєво була найдовшою у сучасній історії - 44 місяці боснійські серби обстрілювали місто з сусідніх пагорбів.

## Відомі облоги
- Облога Фів
- Облога Ставищ (1664)
- Облога Могилева (1660)
- Облога на Старці
- Облога Білої Церкви 1702
- Облога Сучави
- Облога Смоленська (1632-34)
- Кодацька облога 1648
- Облога замку Йосіда-Кооріяма
- Облога Магдебурга 1631